# Оберостендорф
Оберостендорф (њем. Oberostendorf) општина је у њемачкој савезној држави Баварска. Једно је од 45 општинских средишта округа Осталгој. Према процјени из 2010. у општини је живјело 1.296 становника. Посједује регионалну шифру (AGS) 9777155.

## Географски и демографски подаци
Оберостендорф се налази у савезној држави Баварска у округу Осталгој. Општина се налази на надморској висини од 674 метра. Површина општине износи 21,0 km². У самом мјесту је, према процјени из 2010. године, живјело 1.296 становника. Просјечна густина становништва износи 62 становника/km².